# Прапор Усолусів
Пра́пор Усо́лусів — офіційний символ села Усолуси Ємільчинського району Житомирської області, затверджений 14 березня 2013 р. рішенням № 111 XVIII сесії Усолусівської сільської ради VI скликання.

## Опис
Квадратне полотнище поділене на чотири рівновеликі квадратні частини. Верхня древкова частина червона, верхня вільна — зелена, нижня древкова — зелена, нижня вільна — червона. У центрі полотнища вміщено жовте сонце з дванадцятьма променями (сонце з променями вписане в умовне коло діаметром 4/7 сторони прапора, сонце без променів — коло з діаметром 2/7 сторони прапора, ширина променя 1/43 сторони прапора).
Автор — Ганна Сергіївна Дудко.